# Haven van Đà Nẵng

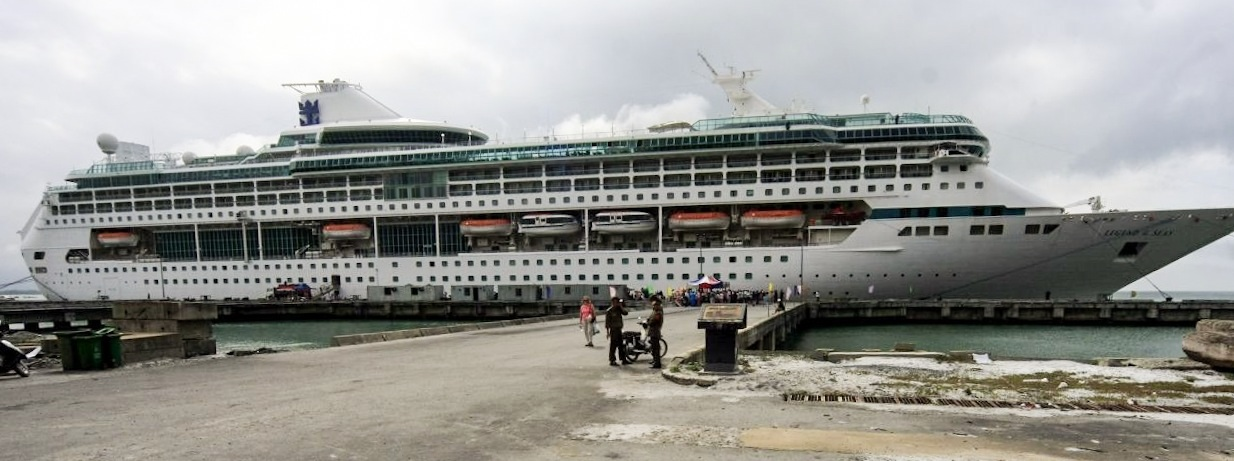
Het schip 'Legend Of The Seas' in de haven van Đà Nẵng in 2009

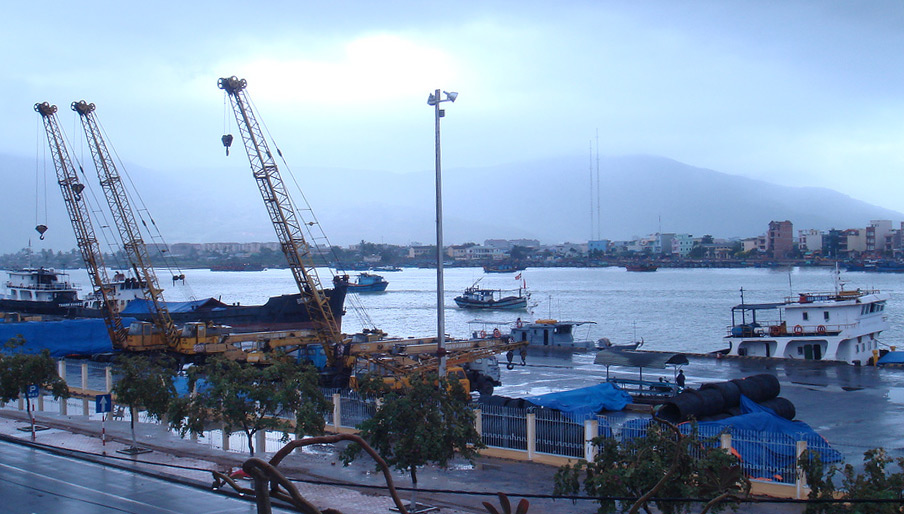
De Song Han terminal

De Haven van Đà Nẵng ligt in de Hàn in de Vietnamese stad Đà Nẵng. Het is een van de drie belangrijkste havens van Vietnam. Het is niet zo zeer belangrijk voor het vervoer in Vietnam zelf, maar meer voor het transport in de richting van Myanmar, Cambodja, Thailand en Laos. Dit laatste land is maar 100 kilometer naar het westen toe.
De natuurlijke haven bestaat uit de Tien Sa terminal en de Song Han terminal met in totaal 1493 m kadelengte. De haven kan 45.000 DWT, 2000 TEU containerschepen bedienen.

## Statistieken
| Jaar | Totaal (ton) | Import (ton) | Export (ton) | Domestic (ton) |
| ---- | ------------ | ------------ | ------------ | -------------- |
| 2002 | 2.074.048    | 802.750      | 511.170      | 760.131        |
| 2007 | 2.736.936    | 489.272      | 1.241.204    | 1.006.460      |
| 2008 | 2.742.257    | 525.906      | 1.230.793    | 985.558        |